# Jeanette Hegg Duestad
Jeanette Hegg Duestad (Tønsberg, 11 de enero de 1999) es una deportista noruega que compite en tiro, en la modalidad de rifle.
Ganó tres medallas en el Campeonato Mundial de Tiro de 2022 y diez medallas en el Campeonato Europeo de Tiro entre los años 2019 y 2025.
Participó en dos Juegos Olímpicos de Verano, ocupando el cuarto lugar en Tokio 2020, en las pruebas de rifle 10 m y rifle 3 posiciones 50 m, y el cuarto en París 2024, en rifle 3 posiciones 50 m.

## Palmarés internacional
| Campeonato Mundial | Campeonato Mundial    | Campeonato Mundial | Campeonato Mundial                |
| Año                | Lugar                 | Medalla            | Prueba                            |
| ------------------ | --------------------- | ------------------ | --------------------------------- |
| 2022               | El Cairo (Egipto)     | Medalla de oro     | Rifle 3 posiciones 300 m          |
| 2022               | El Cairo (Egipto)     | Medalla de oro     | Rifle en pos. tendida 300 m mixto |
| 2022               | El Cairo (Egipto)     | Medalla de bronce  | Rifle 3 posiciones 50 m           |
| Campeonato Europeo |                       |                    |                                   |
| Año                | Lugar                 | Medalla            | Prueba                            |
| 2019               | Lonato (Italia)       | Medalla de oro     | Rifle 50 m mixto                  |
| 2021               | Osijek (Croacia)      | Medalla de bronce  | Rifle 3 posiciones 50 m           |
| 2022               | Breslavia (Polonia)   | Medalla de oro     | Rifle 3 posiciones 50 m mixto     |
| 2022               | Breslavia (Polonia)   | Medalla de bronce  | Rifle en pos. tendida 50 m        |
| 2023               | Tallin (Estonia)      | Medalla de oro     | Rifle 10 m                        |
| 2025               | Osijek (Croacia)      | Medalla de oro     | Rifle 10 m solo                   |
| 2023               | Tallin (Estonia)      | Medalla de oro     | Rifle 10 m mixto                  |
| 2025               | Châteauroux (Francia) | Medalla de oro     | Rifle 3 posiciones 300 m          |
| 2025               | Châteauroux (Francia) | Medalla de plata   | Rifle 3 posiciones 50 m           |
| 2025               | Osijek (Croacia)      | Medalla de bronce  | Rifle 10 m mixto                  |